# Lista siturilor arheologice din județul Dâmbovița - F
Lista siturilor arheologice din județul Dâmbovița - F conține toate siturile arheologice din județul Dâmbovița înscrise în Repertoriul Arheologic Național (RAN) și aflate în localități al căror nume începe cu litera F. RAN este administrat de Ministerul Culturii și Patrimoniului Național și cuprinde date științifice, cartografice, topografice, imagini și planuri, precum și orice alte informații privitoare la zonele cu potențial arheologic, studiate sau nu, încă existente sau dispărute.
Puteți căuta un sit din localitățile care încep cu litera F folosind formularul de mai jos sau puteți naviga prin toate siturile din județ la Lista siturilor arheologice din județul Dâmbovița.
| Cod RAN                                  | Denumire | Localitate                    | Adresă                       | Datare                                   | Descoperit | Coordonate                                    | Imagine           | Erori            |
| ---------------------------------------- | --- | ----------------------------- | ---------------------------- | ---------------------------------------- | ---------- | --------------------------------------------- | ----------------- | ---------------- |
| 65618.01.01 (Cod LMI: DB-I-s-B-17040)    | Așezarea din epoca bronzului de la Fieni - "Islaz" / ansamblu anonim (Categorie: locuire civilă) (Tip: Așezare)                         | oraș Fieni                    | Islaz                        |                                          |            |                                               | Încărcați imagine | Raportați eroare |
| 68903.01.01 (Cod LMI: DB-I-s-B-17041)    | Situl arheologic de la Fierbinți - "Măgura" / ansamblu anonim (Categorie: locuire civilă) (Tip: Tell)                                   | sat Fierbinți, comuna Șelaru  | Măgura                       | Gumelnița                                |            | 44°29′30″N 25°17′39″E / 44.49166°N 25.29417°E | Încărcați imagine | Raportați eroare |
| 68903.01.02 (Cod LMI: DB-I-s-B-17041)    | Situl arheologic de la Fierbinți - "Măgura" / ansamblu anonim (Categorie: locuire civilă) (Tip: Așezare)                                | sat Fierbinți, comuna Șelaru  | Măgura                       | Boian                                    |            | 44°29′30″N 25°17′39″E / 44.49166°N 25.29417°E | Încărcați imagine | Raportați eroare |
| 67489.01.01                              | Așezarea medievală timpurie de la Finta Mare - "Islaz" / ansamblu anonim (Categorie: locuire civilă) (Tip: Așezare)                     | sat Finta Mare, comuna Finta  | Islaz                        | sec. VIII - X                            |            |                                               | Încărcați imagine | Raportați eroare |
| 66651.01.01                              | Situl arheologic de la Frasin Deal - "Biserica Copăceni" / ansamblu anonim (Categorie: locuire) (Tip: Așezare)                          | sat Frasin Deal, comuna Cobia | Biserica Copăceni            |                                          |            |                                               | Încărcați imagine | Raportați eroare |
| 66651.01.02                              | Situl arheologic de la Frasin Deal - "Biserica Copăceni" / ansamblu Biserica Copăcei (Categorie: locuire) (Tip: Biserică de lemn)       | sat Frasin Deal, comuna Cobia | Biserica Copăceni            | sec. XVII                                |            |                                               | Încărcați imagine | Raportați eroare |
| 67078.01.01 (Cod LMI: DB-I-s-A-17043)    | Așezarea Latene de la Frasinu - "Tota" / ansamblu anonim (Categorie: locuire civilă) (Tip: Așezare)                                     | sat Frasinu, comuna Cornești  | Tota                         | geto-dacică                              |            |                                               | Încărcați imagine | Raportați eroare |
| 67078.02.01 (Cod LMI: DB-I-s-B-17044)    | Așezarea din epoca migrațiilor de la Frasinu - "Islazul bisericii" / ansamblu anonim (Categorie: locuire civilă) (Tip: Așezare)         | sat Frasinu, comuna Cornești  | Islazul bisericii            | sec. VIII                                |            |                                               | Încărcați imagine | Raportați eroare |
| 67078.03.01 (Cod LMI: DB-I-m-B-17045.02) | Situl arheologic de la Frasinu - "Între ziduri" / ansamblu anonim (Categorie: locuire) (Tip: Necropolă tumulară)                        | sat Frasinu, comuna Cornești  | Între ziduri                 |                                          |            |                                               | Încărcați imagine | Raportați eroare |
| 67078.03.02 (Cod LMI: DB-I-m-B-17045.01) | Situl arheologic de la Frasinu - "Între ziduri" / ansamblu anonim (Categorie: locuire) (Tip: Clădire)                                   | sat Frasinu, comuna Cornești  | Între ziduri                 | sec. XVII - XVIII                        |            |                                               | Încărcați imagine | Raportați eroare |
| 66660.01.01 (Cod LMI: DB-II-m-A-17491)   | Biserica "Cuvioasa Paraschiva" din Frasin Vale / ansamblu Cuvioasa Paraschiva (Categorie: structură de cult/religioasă) (Tip: Biserică) | sat Frasin Vale, comuna Cobia | Biserica Cuvioasa Paraschiva | 1746                                     |            |                                               | Încărcați imagine | Raportați eroare |
| 66713.01.01                              | Situl arheologic de la Fântânele - "Movila Motoroiu" / ansamblu anonim (Categorie: locuire) (Tip: Tell)                                 | sat Fântânele, comuna Cojasca | Movila Motoroiu              | Gumelnița                                |            |                                               | Încărcați imagine | Raportați eroare |
| 66713.01.02                              | Situl arheologic de la Fântânele - "Movila Motoroiu" / ansamblu anonim (Categorie: locuire) (Tip: Tumul)                                | sat Fântânele, comuna Cojasca | Movila Motoroiu              | Glina III                                |            |                                               | Încărcați imagine | Raportați eroare |
| 66713.02.01                              | Așezarea medievală de la Fântânele / ansamblu anonim (Categorie: locuire civilă) (Tip: Așezare)                                         | sat Fântânele, comuna Cojasca |                              | Ipotești - Cândești                      |            |                                               | Încărcați imagine | Raportați eroare |
| 66713.02.02                              | Așezarea medievală de la Fântânele / ansamblu anonim (Categorie: locuire civilă) (Tip: Așezare)                                         | sat Fântânele, comuna Cojasca |                              | Dridu sec. IX-X (?)                      |            |                                               | Încărcați imagine | Raportați eroare |
| 67489.02.01 (Cod LMI: DB-II-m-B-17486)   | Biserica "Sf. Nicolae" de la Finta Mare / ansamblu Biserica "Sf. Nicolae" (Categorie: structură de cult/religioasă) (Tip: Biserică)     | sat Finta Mare, comuna Finta  |                              | 1791, rep. 1851, 1880, 1914, 1930 - 1932 |            |                                               | Încărcați imagine | Raportați eroare |